# 井上博司 (実業家)
井上 博司（いのうえ ひろし、1936年11月23日 - 2014年3月16日）は、日本の経営者。光洋精工(現在のジェイテクト)社長、会長を務めた。大阪府出身。

## 経歴
1958年に大阪市立大学商学部を卒業し、同年にトヨタ自動車工業に入社。1986年6月に光洋精工に出向し、取締役に就任し、1983年6月に常務、1987年6月に専務を経て、1990年6月に副社長に就任し、1995年6月には社長に昇格。2001年6月に会長に就任し、2005年6月に相談役に就任。
2006年11月に旭日重光章を受章。
2014年3月16日大動脈解離のために死去。77歳没。